# Presidente da Turquia
O Presidente da República da Turquia (em turco: Türkiye Cumhuriyeti Cumhurbaşkanı) é o chefe de estado e chefe de governo da Turquia, cujas principais funções são representar seu país e a unidade da nação turca, e garantir cumprimento da constituição da Turquia e o funcionamento organizado e harmônico dos órgãos do estado. Os artigos 101 a 106 da constituição determinam todos os requisitos, deveres e responsabilidades do cargo de presidente. O cargo foi criado após a proclamação da República da Turquia no dia 29 de outubro de 1923. O presidente do país também é conhecido como Cumhurbaşkanı (em português: presidente do povo).
Desde 1950, a presidência era um cargo em grande parte meramente cerimonial. Após um referendo em 2017, no entanto, o povo turco decidiu tornar a presidência um cargo executivo, sendo esta decisão válida a partir dos ocupantes definidos pela eleição geral de 2018. O atual ocupante do cargo é Recep Tayyip Erdoğan, no poder desde 28 de agosto de 2014. Desde 9 de julho de 2018, Erdoğan exerce a primeira presidência executiva do país, com poderes legislativos e judiciais maiores que os exercidos por seus predecessores.

## Eleição
Para tornar-se presidente da Turquia, o candidato precisa ser cidadão turco, ter ensino superior completo e mais de quarenta anos de idade. Se tratar-se de um membro da Grande Assembleia Nacional da Turquia, o candidato deve renunciar ao seu assento. Antes de 2007, o presidente era eleito pelos membros do parlamento. Após uma emenda constitucional entrar em vigor em 2007, o presidente deve ser eleito pelos cidadãos maiores de 18 anos de idade por meio de sufrágio direto universal.
A eleição presidencial deve ter início a, no mínimo, 30 dias do término do mandato do presidente incumbente ou 10 dias após uma possível vacância da cargo, e deve terminar ao menos 30 dias após seu início. Destes 30 dias, 10 deles são destinados ao anúncio das candidaturas ao parlamento e os 20 dias restantes são aqueles nos quais a eleição deve ocorrer.

## Mandato
O presidente é eleito para um mandato de 5 anos de duração, com a possibilidade de uma reeleição. O mandato do presidente incumbente apenas chega ao fim após a posse do presidente-eleito. Ao assumir o cargo, o presidente deve realizar o seguinte juramento perante o parlamento:

Juro por minha honra e minha integridade, perante a grande Nação Turca, salvaguardar a existência e a independência do estado, a integridade indivisível do país e da nação, e a soberania absoluta da nação; permanecer leal à supremacia da lei, à república democrática e secular, e aos princípios e reformas de Atatürk; não desviar do ideal segundo o qual todos têm o direto de desfrutar dos direitos humanos e liberdades fundamentais sob a noção de paz e prosperidade na sociedade, solidariedade e justiça nacionais, e lealdade à Constituição.
Em caso de ausência temporária do presidente por motivos de saúde, viagem internacional ou circunstâncias similares, o vice-presidente da Turquia assume o cargo de presidente interino e exerce os poderes presidenciais até o retorno do mandatário. Se o presidente renuncia ou morre, o Presidente da Assembleia assume a presidência interina e exerce os poderes presidenciais até que novas eleições aconteçam, em um prazo máximo de 45 dias.

## Deveres e responsabilidades
As funções do cargo podem ser divididas em suas esferas legislativa, executiva e judiciária, seguindo abaixo:

### Funções legislativas
- realizar, se julgar necessário, o discurso de abertura da legislatura no parlamento no primeiro dia do ano legislativo;
- convocar o parlamento para reuniões, quando necessário;
- promulgar leis;
- retornar leis aos parlamento para que estas sejam reconsideradas;
- submeter a referendo, se julgar necessário, legislação que envolva emendas à constituição;
- recorrer à Corte Constitucional para que haja anulação de determinadas disposições ou leis na íntegra, decretos com força de lei e pontos do Regimento Interno do parlamento no caso de serem inconstitucionais em sua forma ou conteúdo;
- convocar novas eleições parlamentares e presidenciais;
- liberar orçamento para a Comissão de Orçamento da Grande Assembleia Nacional da Turquia.

### Funções executivas
- nomear e demitir ministros;
- nomear o vice-presidente;
- credenciar representantes do Estado Turco em países estrangeiros e receber representantes de estados estrangeiros indicados para a República da Turquia;
- ratificar e promulgar tratados internacionais;
- representar o Comando Militar Supremo das Forças Armadas Turcas em nome da Grande Assembleia Nacional da Turquia;
- decidir pela mobilização das Forças Armadas Turcas;
- nomear o Chefe do Estado-Maior;
- convocar para reunião o Conselho de Segurança Nacional;
- presidir o Conselho de Segurança Nacional;
- proclamar estado de emergência e enviar a proclamação à Grande Assembleia Nacional da Turquia para aprovação;
- assinar decretos executivos;
- nomear os membros e o presidente do Conselho Fiscal do Estado;
- instruir o Conselho Fiscal do Estado a realizar inquéritos, investigações e inspeções.

### Funções judiciárias
- nomear os membros da Corte Constitucional, um quarto dos membros do Conselho de Estado, o procurador-geral do país e o procurador-geral do Tribunal Superior de Apelações, os membros do Superior Tribunal Militar de Apelações , os membros do Supremo Tribunal Militar Administrativo e os membros do Conselho Supremo de Juízes e Procuradores Públicos.

## Lista dos presidentes
No total, 12 pessoas ocuparam a presidência de maneira não interina. Desses, há 2 ex-presidentes vivos:

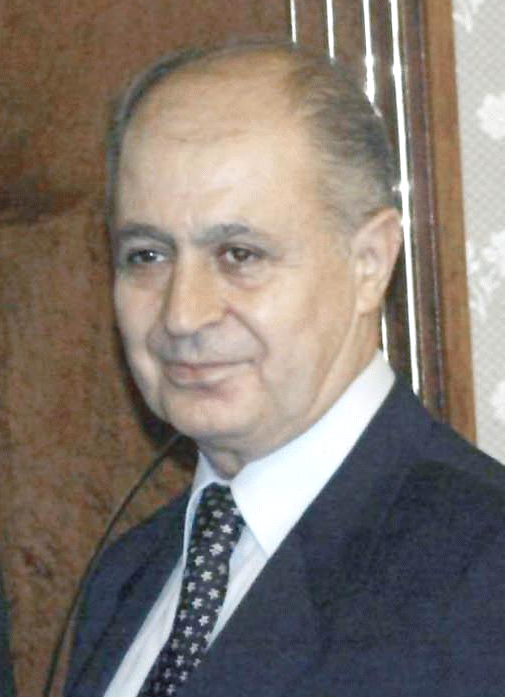
10º Ahmet Necdet Sezer (2000–2007) Nascido em 1941 (anos)
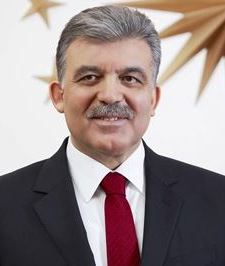
11º Abdullah Gül (2007–2014) Nascido em 1950 (anos)

- 10º
Ahmet Necdet Sezer
(2000–2007)
Nascido em 1941
(83 anos)
- 11º
Abdullah Gül
(2007–2014)
Nascido em 1950
(74 anos)